# Эрл, Натан
Натан Эрл (англ. Nathan Earle; род. 4 июня 1988, Хобарт, Тасмания, Австралия) — австралийский профессиональный шоссейный велогонщик, выступающий за проконтинентальную команду «Israel Cycling Academy».

## Достижения
2009
Чемпионат Океании
4-й в групповой гонке
2010
10-й Тур Веллингтона
2011
Чемпионат Австралии
9-й в групповой гонке
5-й Тур Веллингтона
1-й Этапы 2, 3 & 4
7-й Трофей Фрателли Анелли
9-й Трофей Альчиде Де Гаспери
2012
2-й Тур Борнео
1-й  Горная классификация
1-й Этапы 2 & 4
2013
Чемпионат Австралии
15-й в групповой гонке
1-й  Классика Новой Зеландии
1-й Этапы 1 & 3
3-й Тур Кумано
5-й Тур Тайваня
1-й Этап 2
5-й Тур Борнео
5-й Хералд Сан Тур
9-й Тур Японии
1-й Этап 4
2014
Чемпионат Австралии
12-й в групповой гонке
2015
Чемпионат Австралии
18-й в групповой гонке
2016
10-й Тур Тайваня
2017
Чемпионат Австралии
5-й в групповой гонке
22-й в критериуме
1-й  Тур Ломбока
1-й  Очковая классификация
1-й  Горная классификация
1-й Этапы 1 & 2
1-й  Очковая классификация Тур Таиланда
2-й Тур Японии
8-й Хералд Сан Тур
10-й Тур Филиппин
2018
Чемпионат Австралии
10-й в групповой гонке
1-й  Горная классификация Хералд Сан Тур